# Горшок с золотом (Марс)

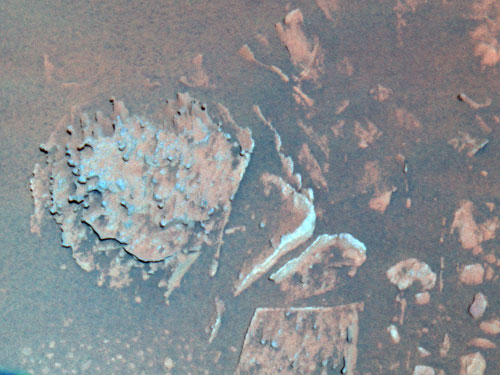
Камень «Горшок с золотом» (в левой части с зазубринами) в псевдоцветах

«Горшок с золотом» (англ. Pot of Gold) — камень, найденный марсоходом «Спирит» в июне 2004 года. Во время осмотра камня «Спиритом» 25 июня 2004 года были впервые обнаружены конкреции гематита, которые, возможно, свидетельствует о том, что в прошлом на поверхности Марса была вода.